# Decreto de Bases y Garantías
El Decreto de Bases y Garantías fue un texto constitucional de Costa Rica, otorgado el 8 de marzo de 1841 por el Jefe de Estado Braulio Carrillo Colina.
En 1841, con el ánimo de dar algún sustento jurídico al régimen autoritario que había instaurado desde 1838, el Jefe de Estado Braulio Carrillo Colina decidió emitir un estatuto fundamental de su propia hechura, que cumpliera un papel semejante al de las Cartas otorgadas. El 8 de marzo de ese año, Carrillo dictó el llamado Decreto de Bases y Garantías, que representó la consagración constitucional del absolutismo.
El texto del Decreto, en lugar de ajustarse al modelo constitucional utilizado desde 1812 -títulos, capítulos o secciones y artículos no tenía una numeración corrida, sino que estaba dividido en siete extensos artículos, subdivididos a su vez en párrafos numerados independientemente, al estilo de la Constitución americana de 1787 y de la Constitución francesa de 1791.
El Decreto de Bases y Garantías proclamó que Costa Rica era un Estado soberano e independiente, tanto en su administración interior como en sus relaciones exteriores, y no hizo la menor alusión a la unión centroamericana. También consagró varios de los principales derechos civiles y políticos de la tradición liberal.
El texto constitucional de 1841 se apartó de la tripartición clásica de los poderes y concentró todos los poderes en el Primer Jefe de Estado, quien era inamovible y no estaba sujeto a responsabilidad. El Primer Jefe presidiría una Cámara Consultiva de cinco miembros (uno por cada Departamento), elegida por sufragio censitario e indirecto en cuatro grados, y cuyo acuerdo era necesario para emitir e interpretar códigos, ordenanzas y reglamentos generales, declarar la guerra y hacer la paz, fijar el presupuesto, imponer tributos, negociar empréstitos y otros asuntos.
El Ministerio General del Estado estaba a cargo de un Segundo Jefe del Estado, elegido por sufragio censitario e indirecto en cuatro grados y que entraba suceder al Primer Jefe en caso de muerte o incapacidad. Una Cámara Judicial de cinco miembros, elegidos por el Primer Jefe de ternas propuestas por cada Departamento, actuaba como tribunal supremo. Sus miembros debían tener instrucción en Derecho y permanecían en sus cargos mientras durase su buen desempeño.
En cada uno de los Departamentos (Alajuela, Cartago, Guanacaste, Heredia y San José) había un Jefe Político nombrado por el Primer Jefe. Las municipalidades quedaron suprimidas del todo.
El Decreto de Bases y Garantías no hizo mención del procedimiento para su reforma, por lo que cabría suponer que la revisión constitucional se efectuaría usando el prescrito para la emisión de códigos, ordenanzas y reglamentos generales, es decir, mediante un acuerdo entre el Primer Jefe y la Cámara Consultiva. Esto permitiría conceptuar al Decreto como un texto constitucional flexible.
El Decreto de Bases y Garantías estuvo vigente por un período muy breve, ya que en abril de 1842 la invasión del general Francisco Morazán Quesada derrocó la dictadura institucionalizada de Carrillo y quedó roto el orden constitucional. Inicialmente Morazán conservó el Decreto para algunos propósitos, pero el 6 de junio de 1842 lo declaró nulo, decisión confirmada el 24 de agosto de ese mismo año por una Asamblea Constituyente. Esta puso nuevamente en vigencia, provisionalmente y en lo adaptable, la Ley Fundamental del Estado Libre de Costa Rica de 1825.